# نويل وود
نويل وود (بالإنجليزية: Noel Wood)‏ هو رسام أسترالي، ولد في 1 فبراير 1912، وتوفي في 10 نوفمبر 2001.